# Яхреньга (приток Уфтюги)
Яхреньга — река в Усть-Кубинском районе Вологодской области России. Устье реки находится в 37 км по левому берегу реки Уфтюги. Длина реки составляет 25 км.
Яхреньга вытекает из небольшого Яхреньгского озера, лежащего на высоте 170 метров над уровне моря в 15 км к северо-востоку от села Богородское (центра Богородского сельского поселения). В верховьях течёт по заболоченному лесу на юг, затем поворачивает на запад, крупных притоков нет, мелкие — Кучерга (лв), Медведка (лв). В среднем течении на берегу реки несколько ненаселённых деревень — Заречье, Подол, Малаховская, Ляпшаки. Ближе к устью на левом берегу реки — деревня Черниево. При впадении Яхреньги в Уфтюгу стоит большая деревня Дешевиха.

## Данные водного реестра
По данным государственного водного реестра России относится к Двинско-Печорскому бассейновому округу, водохозяйственный участок реки — озеро Кубенское и реки Сухона от истока до Кубенского гидроузла, речной подбассейн реки — Сухона. Речной бассейн реки — Северная Двина.
Код объекта в государственном водном реестре — 03020100112103000005221.